# Wiadomości Wędkarskie
Wiadomości Wędkarskie – polski miesięcznik poświęcony wędkarstwu, wydawany od 1936 roku. Jest to najstarsze polskie czasopismo poświęcone wędkarstwu.
Ukazuje się w nakładzie 70 tysięcy egzemplarzy i jest czytany przez 225 tysięcy osób.